# Влад Войкулеску
Влад Войкулеску (рум. Vlad Voiculescu, 6 вересня 1983, Бренешть) — румунський політик, який працював міністром охорони здоров'я Румунії в уряді Кицу (від Партії свободи, єдності та солідарності), термін повноважень якого тривав з 23 грудня 2020 року до його відкликання 14 квітня 2021 року прем'єр-міністром Флоріном Кицу. Раніше він обіймав таку саму посаду в уряді Чолоша з травня 2016 року по січень 2017 року.

## Кар'єра
Влад Войкулеску народився в Бренешті у повіті Димбовіца. Войкулеску відомий як один із засновників «Magicamp» разом із журналісткою Меланією Меделяну. «Magicamp» — це некомерційна організація, яка пропонує підтримуючу терапію та фінансову допомогу дітям з діагнозом рак та їхнім родинам. Пожертви складалися з матеріалів на суму понад 3 мільйони євро. Войкулеску також започаткував «Rețeaua Citostaticelor» (Мережа цитостатиків), неофіційний механізм постачання ліків для пацієнтів з діагнозом рак у Румунії через паралельні процедури з офіційними методами, які є бюрократичними. Ці організації були предметом документального фільму Клаудіу Мітку «Rețeaua» (Мережа).

### Політика
У 2018 році Войкулеску став співзасновником організації «Mișcarea România Împreună» («Румунський рух разом»), політичного руху, заснованого екс-прем'єр-міністром Дачіаном Чолошем. Влад Войкулеску оголосив про свою кандидатуру на наступних виборах на мера Бухареста 2020 року.
У грудні 2018 року став членом Партії свободи, єдності і солідарності. 1 серпня 2019 року партія призначила його кандидатом у мери Бухареста. 28 лютого 2020 року він зняв свою кандидатуру.
У грудні 2020 року Войкулеску був призначений міністром охорони здоров'я в уряді Кицу. Однак після зустрічі прем'єр-міністра Румунії Флоріна Кицу та віце-прем'єр-міністра Румунії Дана Барни 14 квітня 2021 року Войкулеску було звільнено з посади міністра охорони здоров'я через усі скандали навколо його повноважень. Андрея Молдован, головний держсекретар міністерства охорони здоров'я, яка часто консультувала Войкулеску щодо заходів, також була усунена. Невдовзі після цього на посаді тимчасового міністра охорони здоров'я Войкулеску змінив сам прем'єр-міністр Флорін Кицу.

## У популярній культурі
Войкулеску та його поведінка під час скандалу з розбавленими дезінфікуючими засобами у 2016 році є однією з головних тем документального фільму «Collective» 2019 року.